# Sam McDowell
Samuel Edward Thomas McDowell dit Sam McDowell, né le 21 septembre 1942 à Pittsburgh (Pennsylvanie), est un ancien joueur américain de baseball ayant évolué en Ligue majeure de baseball de 1961 à 1975.

## Carrière
Sélectionné au Match des étoiles en 1965, 1966, 1968, 1969, 1970 et 1971, il domine la ligue en matière de retraits sur prise et de moyenne de points mérités en 1965, puis en retraits sur prise en 1966, 1968, 1969 et 1970.
Son match de référence reste celui disputé le 18 septembre 1966 face aux Detroit Tigers. En six manches, il signe 14 retraits sur prises. À quatre retraits du record, il est remplacé à la fin de la sixième manche.
Durant toute sa carrière de joueur, il doit composer avec un penchant marqué pour l'alcool. Il est d'ailleurs renvoyé de la ligue pour ses réactions violentes quand il est ivre et son incapacité à jouer en étant sobre. Sa carrière achevée, il se défait de son addiction à partir de 1979 et devient conseiller auprès de plusieurs franchises de la MLB pour prévenir ce type de problèmes. Selon nombre d'observateurs, McDowell aurait pu atteindre les standards du Temple de la renommée sans ce problème d'alcool.
Il est introduit au Hall of Fame des Cleveland Indians en 2006.